# Paul Clark (Pokerspieler)
Robert Paul Clark (* 2. Juni 1947 in New Orleans, Louisiana; † 15. April 2015 in Las Vegas, Nevada) war ein professioneller US-amerikanischer Pokerspieler. Er gewann zwei Bracelets bei der World Series of Poker und trug den Spitznamen Eskimo.

## Persönliches
Clark wuchs mit sechs Geschwistern in Stockton im US-Bundesstaat Kalifornien auf. Da sein Gesicht dem auf dem ehemaligen Logo von Alaska Airlines ähnlich sah, erhielt er den Spitznamen Eskimo. Während des Vietnamkriegs arbeitete Clark als Mediziner in Vietnam. Am 15. April 2015 starb er im Alter von 67 Jahren in Las Vegas.

## Pokerkarriere

### Werdegang
Clark nahm ab 1988 an renommierten Live-Turnieren teil. Im Mai 1988 war er erstmals bei der World Series of Poker (WSOP) im Binion’s Horseshoe in Las Vegas erfolgreich und kam bei einem Turnier der Variante Limit Omaha ins Geld. Bei der WSOP 1992 gewann er ein Turnier in Limit 7 Card Stud und erhielt dafür 122.000 US-Dollar Preisgeld sowie sein erstes Bracelet. Zwei weitere Bracelets sicherte er sich in den Jahren 1999 und 2002. Das höchste Preisgeld seiner Karriere gewann Clark Anfang April 2004 beim Main Event der World Poker Tourin Reno. Dort landete er von 342 Spielern auf dem zweiten Platz und kassierte mehr als 300.000 US-Dollar.
Insgesamt hat sich Clark mit Poker bei Live-Turnieren mehr als 2,5 Millionen US-Dollar erspielt.

### Braceletübersicht
Clark kam bei der WSOP 20-mal ins Geld und gewann drei Bracelets:
| Jahr | Buy-in (in $) | Turnier                 | Teilnehmer | Preisgeld (in $) |
| ---- | ------------- | ----------------------- | ---------- | ---------------- |
| 1992 | 5000          | Limit 7 Card Stud       | 061        | 122.000          |
| 1999 | 1500          | Limit Razz              | 141        | 084.610          |
| 2002 | 1500          | Limit 7 Card Stud Hi/Lo | 240        | 125.200          |